# Wikalkan
Wikalkan är ett australiskt språk som talades av 86 personer år 1981. Wikalkan talas i Queensland i Australien. Wikalkan tillhör de pama-nyunganska språken.